# Double and Quits
Double and Quits é um filme mudo de curta-metragem britânico de 1915, do gênero comédia em preto e branco.